# Allanamiento de morada (película)
Allanamiento de morada  es un cortometraje español dirigido por Mateo Gil en 1998. Es una producción de Dexiderius Producciones con la colaboración de Canal+. La música está a cargo del director Alejandro Amenábar.

## Sinopsis
Rosa Martín (Petra Martínez) recibe un día en su casa a Simón Romero (Eduardo Noriega) y Pablo Gómez (Pepón Nieto), dos vendedores ambulantes que la ofrecen regalos porque supuestamente le han tocado en un sorteo por una encuesta que hizo para su empresa hace algunos años. Intentan convencerla para que les de dinero por parte de uno de los "regalos". En realidad estos dos hombres son timadores que intentan convencerla para que les de una suma de dinero.

## Premios
Fue primer premio en el Festival Internacional de Cortometrajes La Boca del Lobo de 1998.
Petra Martinez consiguió una Mención Especial de la Biznaga de Plata junto con Eduardo Noriega y Pepón Nieto en la sección de cortometrajes en el Festival de Cine de Málaga. También consiguió el premio a la Mejor Interpretación Femenina en el Festival de cine de Alcalá de Henares.
Eduardo Noriega obtuvo el premio al Mejor actor en Aguilar de Campoo en 1999.

## Reparto
| Intérpret       | Personaje              |
| --------------- | ---------------------- |
| Eduardo Noriega | Simón Romero           |
| Pepón Nieto     | Pablo Gómez            |
| Petra Martínez  | Rosa Martín            |
| Margot Lago     | Voz de Margarita López |